# Réserve naturelle régionale de la pelouse de la côte de l'étang
La réserve naturelle régionale de la pelouse de la côte de l'étang (RNR234) est une réserve naturelle régionale située en région Grand Est. Classée en 2010, elle occupe une surface de 10,78 hectares et protège une pelouse sèche représentative du Barrois champenois.

## Localisation

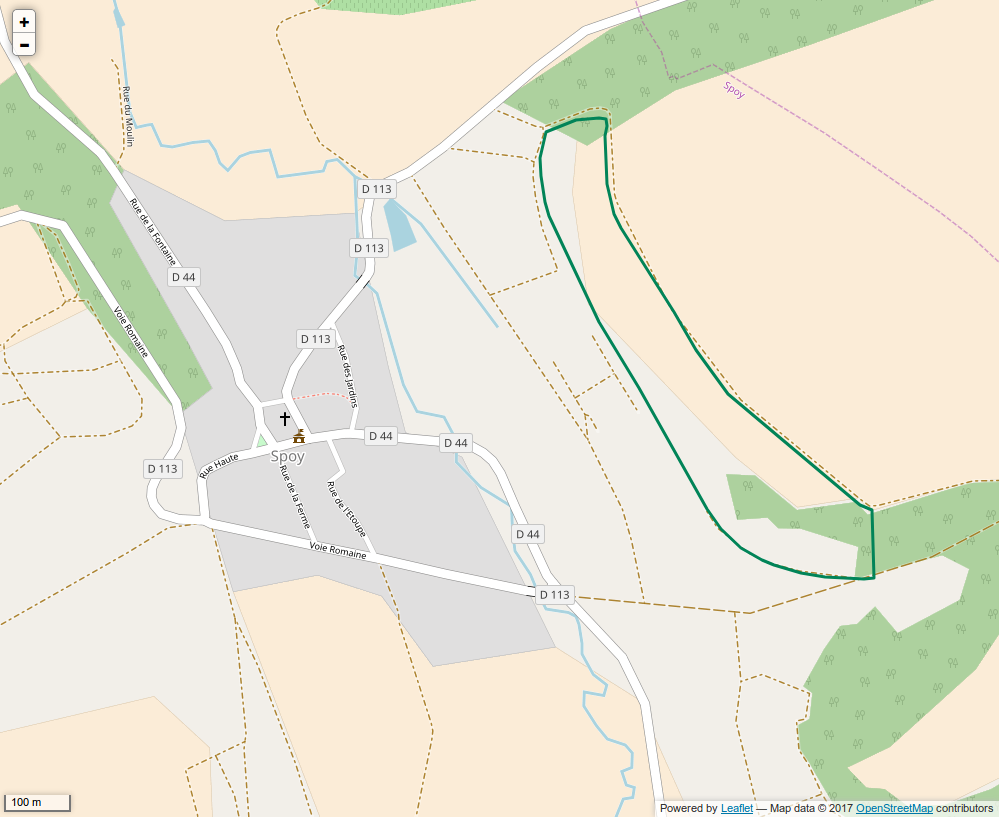
Périmètre de la réserve naturelle.

Le territoire de la réserve naturelle est dans le département de l'Aube, sur la commune de Spoy non loin de Bar-sur-Aube dans la vallée du Landion et au sud-est du Parc naturel régional de la forêt d'Orient. Il a la forme d'une bande de 800 m de long sur 200 m de large tournée vers le sud-ouest, entre les vignes et les cultures.

## Histoire du site et de la réserve
Les milieux similaires à ceux de la réserve naturelle ont progressivement disparu en raison de leur mise en culture ou de plantations.

## Écologie (biodiversité, intérêt écopaysager…)
Trois principaux milieux sont présents sur le site : une pelouse calcicole (5,9 ha), des fruticées (2,3 ha) et une chênaie thermophile (2,3 ha). On trouve également une pinède à Pin sylvestre ainsi que des vergers. La présence de pelouses calcaires et marnicoles présente un grand intérêt écologique pour l'avifaune et pour les reptiles.

### Flore
La flore compte 157 espèces végétales dont 2 sont protégées au niveau national : la Gentiane jaune et l'Orchis à odeur de vanille. Deux autres espèces patrimoniales sont également présentes : l’Ophrys araignée (Ophrys sphegodes ssp. sphegodes) et l’Odontite jaune.

### Faune
L'avifaune comprend 2 espèces inscrites sur l'annexe I de la Directive Oiseaux : Pie-grièche écorcheur et Busard Saint-Martin. On trouve également sur le site le Pouillot de Bonelli et le Faucon crécerelle.
Pour les amphibiens et reptiles, on note la présence de la Grenouille agile, la Grenouille rousse, le Crapaud commun, la Coronelle lisse, le Lézard des souches, le Lézard vert et le Lézard des murailles.
Parmi les invertébrés remarquables, on compte le Flambé, la Petite violette, le Silène, le Criquet ochracé, le Criquet des jachères, le Criquet des pins, le Criquet noir-ébène et l'Ascalaphe soufré.

## Intérêt touristique et pédagogique
Le site n’est pas aménagé pour recevoir du public.

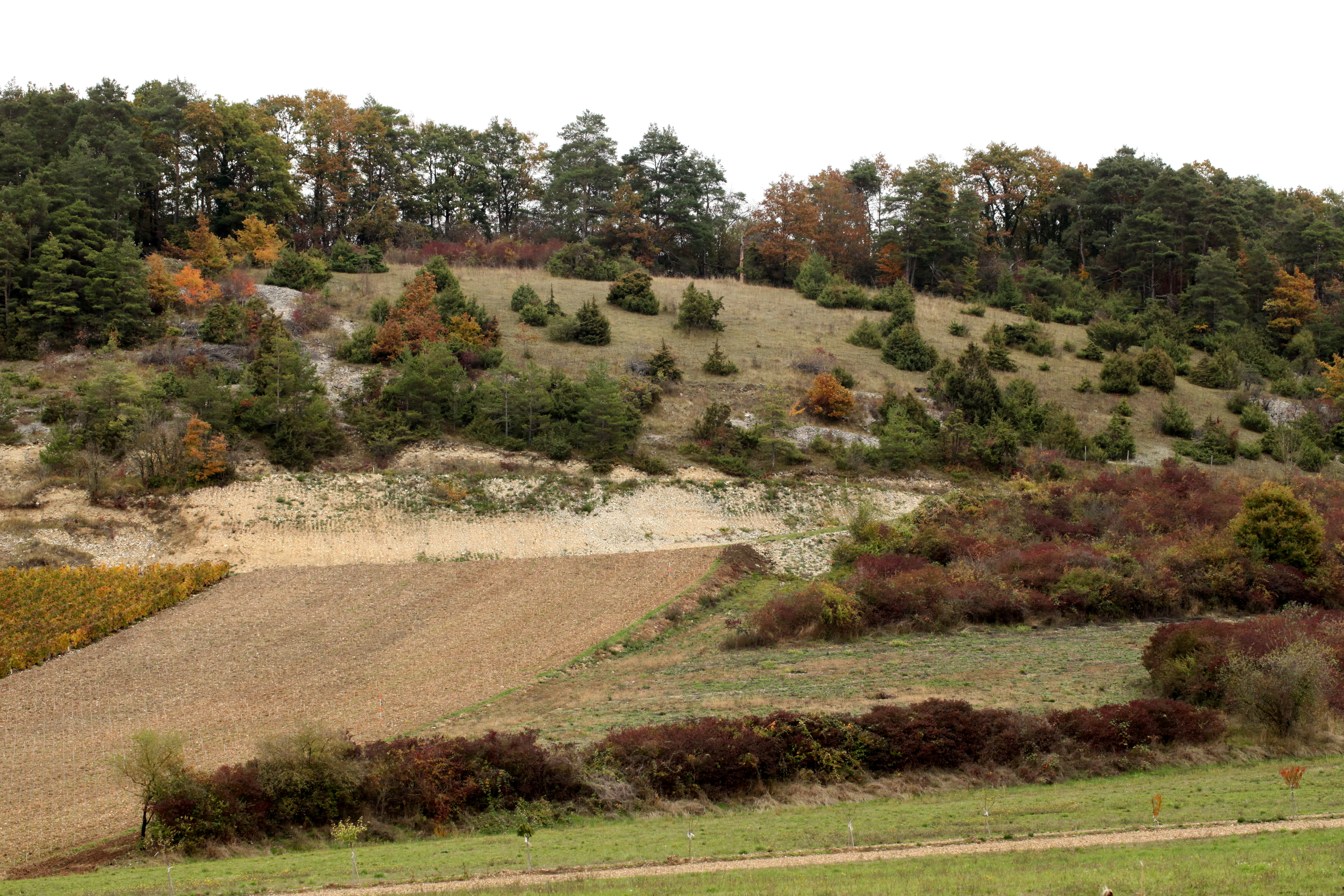
Vue de la pelouse.
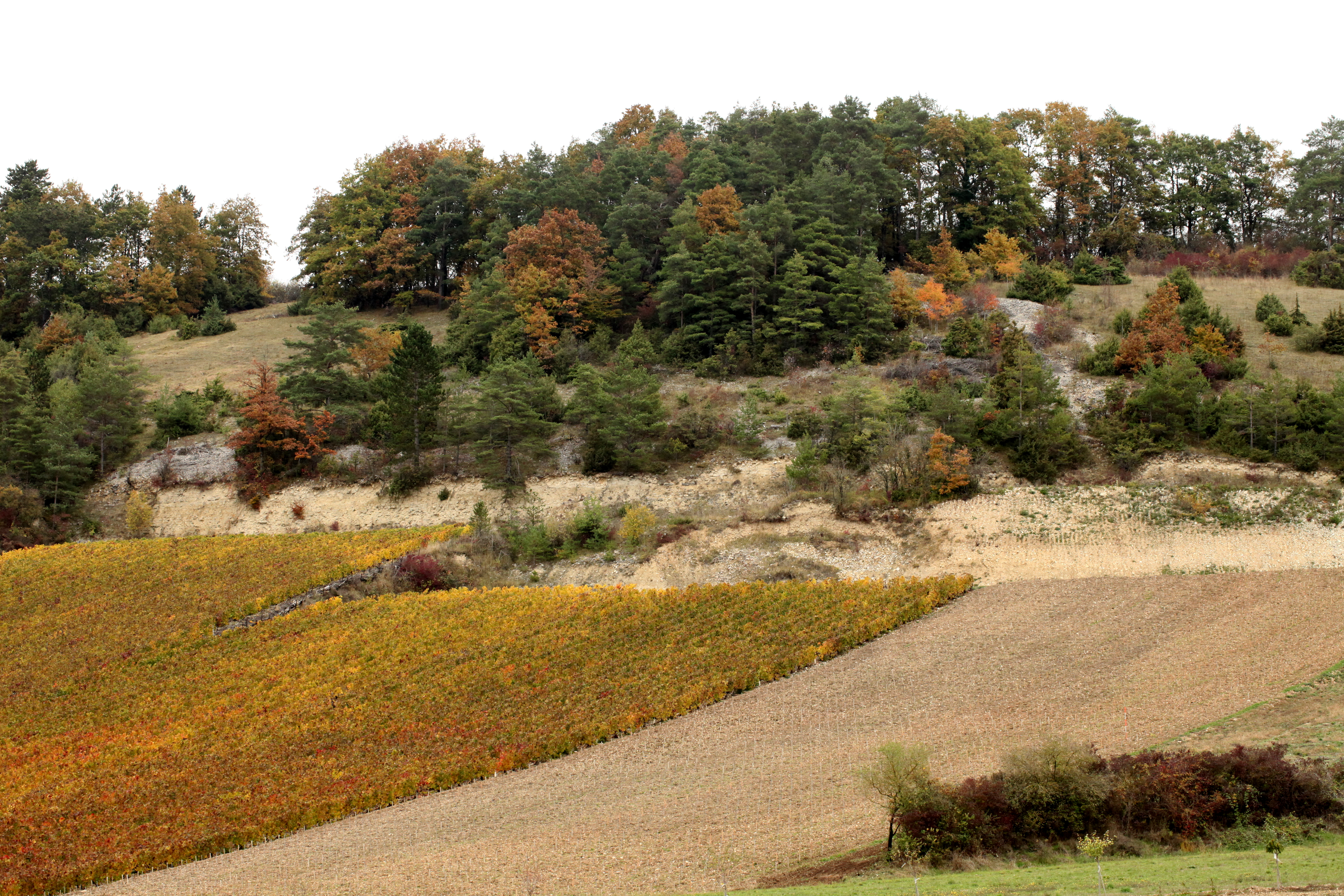
Vue de la pelouse.
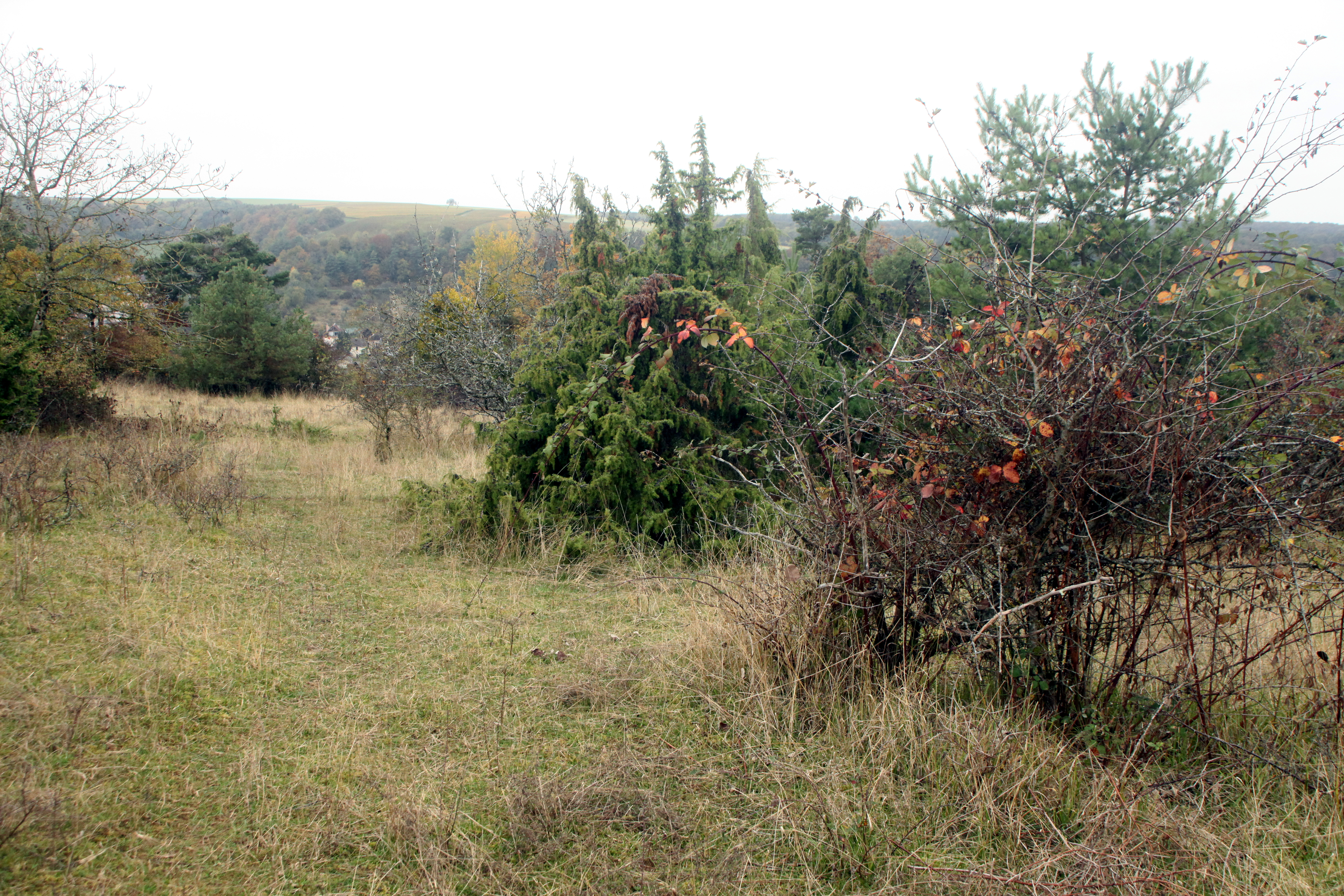
Vue de la pelouse.
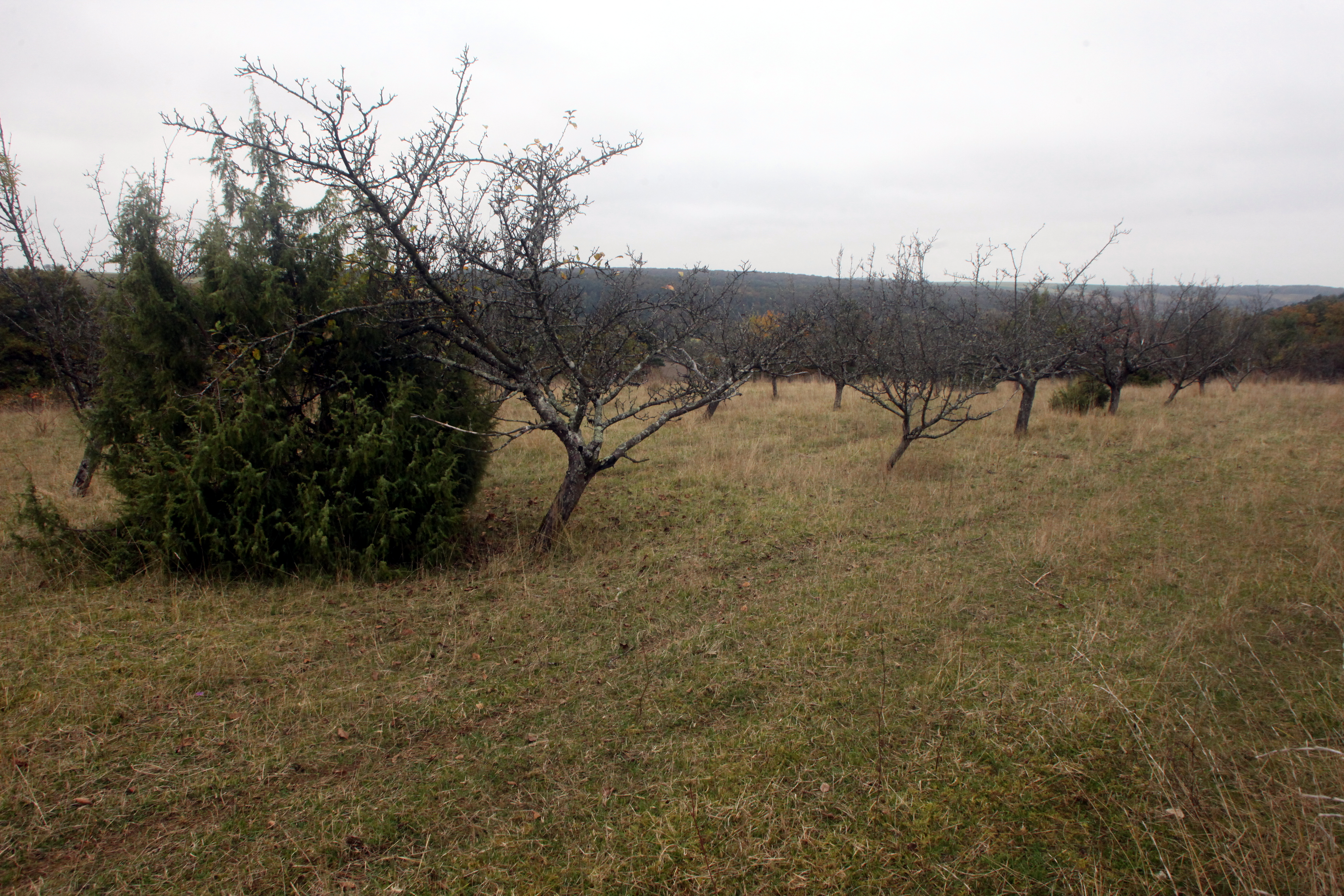
Verger conservatoire.
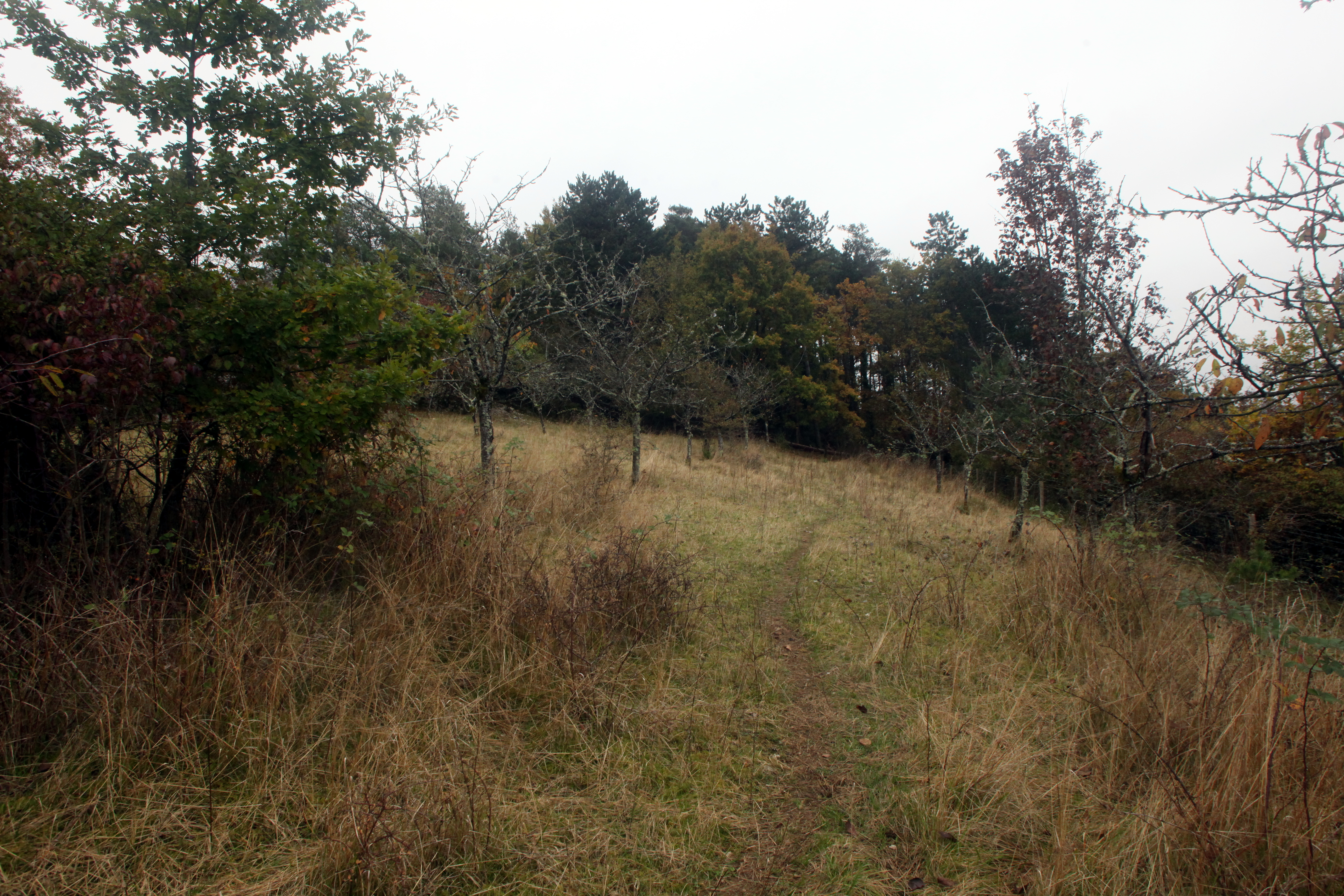
Verger conservatoire.
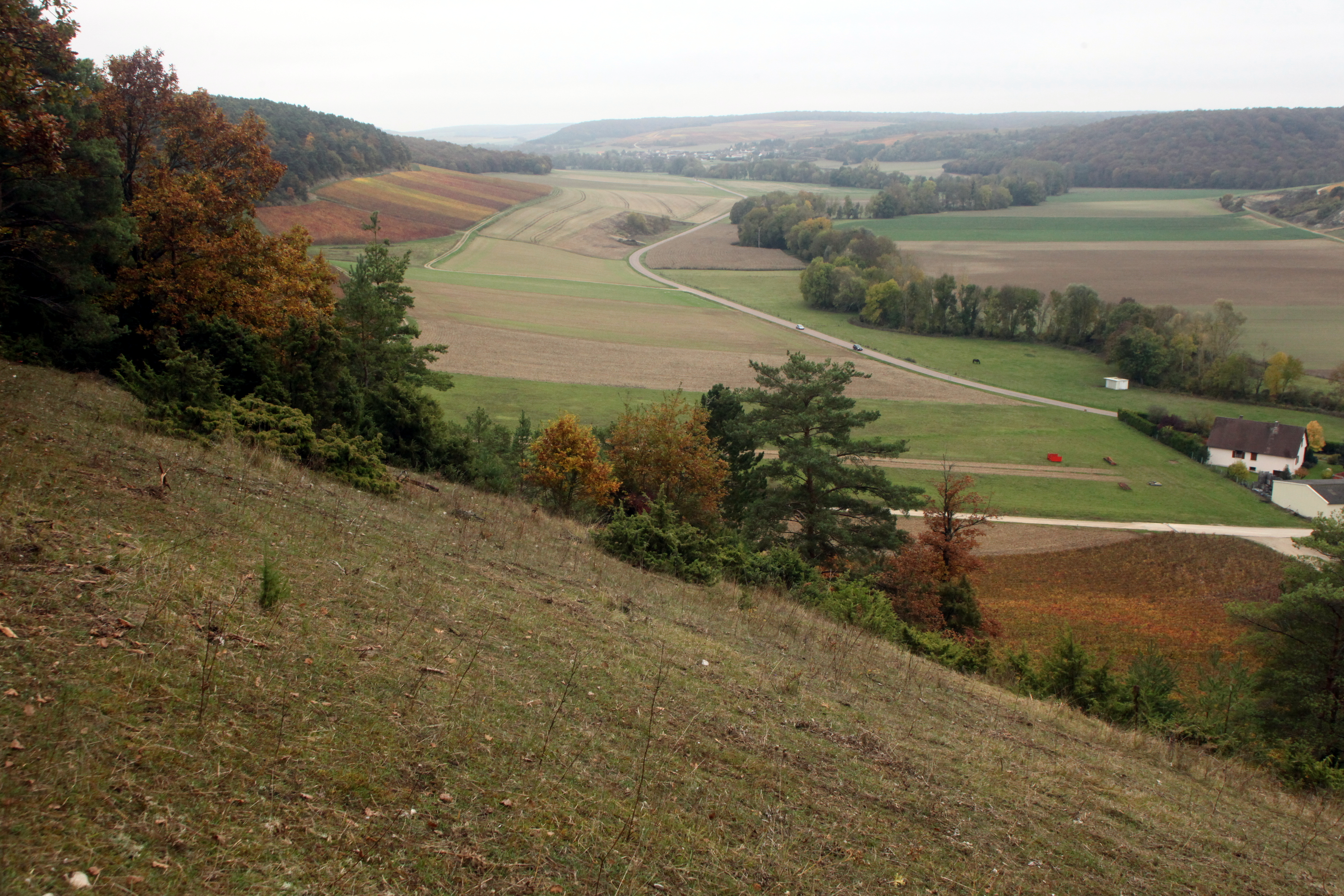
Vue sur Spoy et le vignoble.
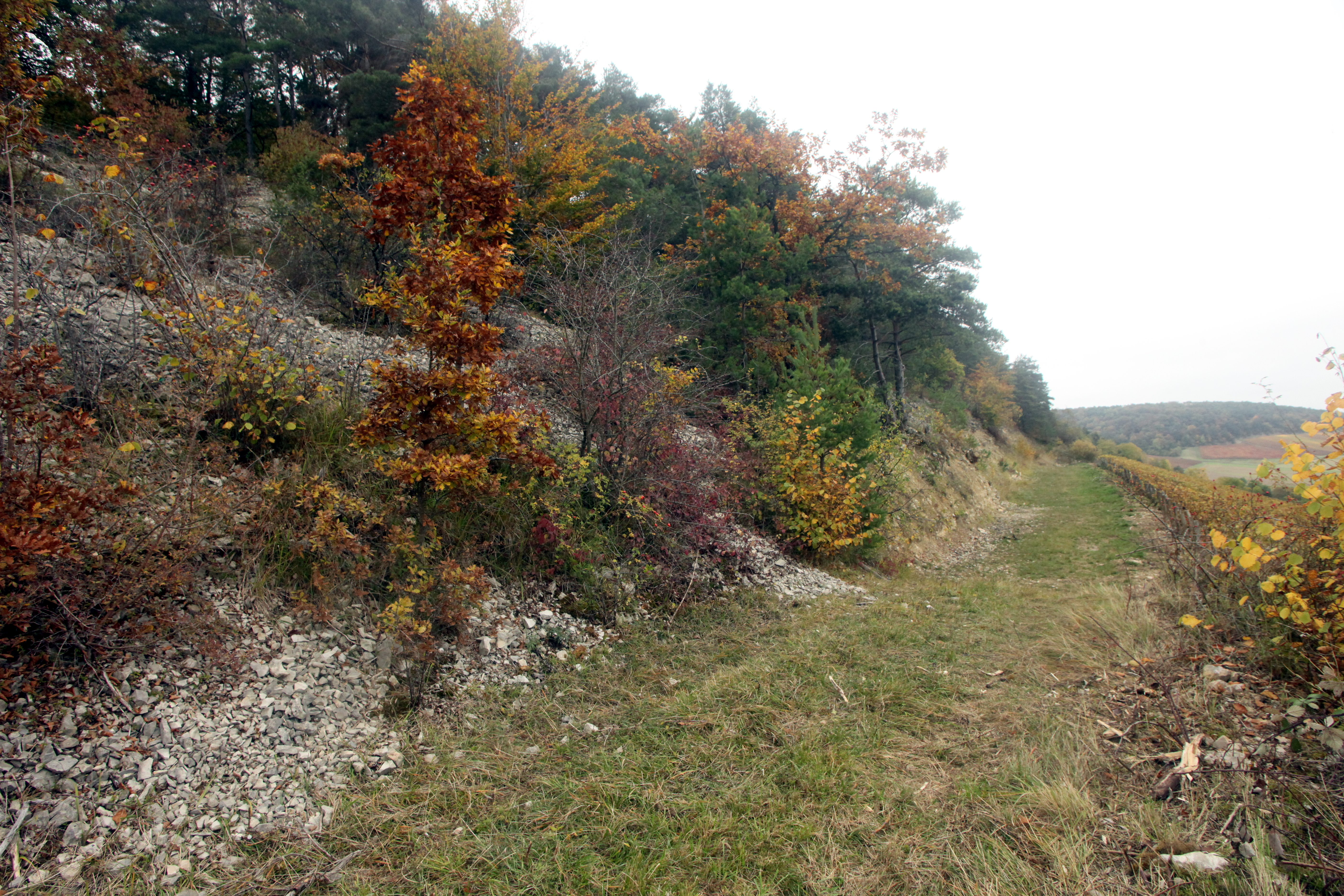
Bordure inférieure de la pelouse.

## Administration, plan de gestion, règlement
La réserve naturelle est gérée par le Conservatoire d'espaces naturels de Champagne Ardenne.
Les plans de gestion 1996-2001 et 2002-2007 sont terminés.

### Outils et statut juridique
La réserve naturelle a été créée par une délibération du 17 mai 2010.
Le site fait également partie des zonages suivants :
- ZNIEFF de type I no 210014796 « Pelouse de Spoy et ses annexes »
- ZNIEFF de type II no 210014795 « Bois et pelouses des coteaux du Landion et de Champignol »
- ZPS no 2112010 « Barrois et de la Forêt de Clairvaux »